# Gdański Klub Wioślarski DRAKKAR

Barwy wioseł Stoczniowiec Gdańsk

Gdański Klub Wioślarski „Drakkar” – klub wioślarski w Gdańsku. Działalność prowadzi od roku 1974 – pierwotnie jako sekcja RKS Stoczniowiec Gdańsk, a od 1992 jako niezależne stowarzyszenie kultury fizycznej.

## Historia
W 1973 doszło do rozłamu w sekcji wioślarskiej gdańskiego Klubu Sportowego Gedania, w wyniku którego z klubu odeszła duża grupa zawodników z ich trenerem Jerzym Jędrzejewskim. Zorganizowali oni od podstaw nową sekcję wioślarską w klubie RKS Stoczniowiec Gdańsk. W poczet członków PZTW wioślarze Stoczniowca przyjęci zostali w dniu 18 maja 1974 roku i tę datę uznaje się za początek działalności sekcji.
Mecenat nad sekcją sprawowały Zakłady Przemysłu Okrętowego Elmor, Centrum Techniki Okrętowej oraz Stocznia Gdańska. Tak zasobni sponsorzy pozwolili w 1980 zakończyć budowę dużej, nowoczesnej, na ówczesne czasy, przystani wioślarskiej, na której znalazł się hotel, siłownia, sala gimnastyczna oraz hangary na sprzęt wioślarski. Niemal od początku działalności klub odnosił poważne sukcesy w rywalizacji sportowej – zarówno ogólnopolskiej, jak i międzynarodowej. Ukoronowaniem tego był udział aż czterech wioślarzy Stoczniowca w igrzyskach olimpijskich w 1980 roku.
Sukcesy seniorskie na arenie międzynarodowej trwały niemal do końca lat osiemdziesiątych – ostatnim akordem był udział Mirosława Mruka na igrzyskach olimpijskich w 1988 roku. Kres sukcesów przyniósł ówczesny kryzys gospodarczy. Spowodował on znaczne ograniczenie finansowania Stoczniowca przez przemysł stoczniowy. Pomimo tego, na początku lat 90. klub dochował się grupy młodych zawodników, którzy reprezentowali Polskę na mistrzostwach świata juniorów. W tym samym czasie – na przełomie roku 1991 i 1992 – trudna sytuacja finansowa Stoczniowca zmusiła wszystkie jego sekcje do utworzenia niezależnych klubów jednosekcyjnych. Wioślarze stworzyli klub pod nazwą Gdański Klub Wioślarski „Drakkar”, który na zasadzie cesji praw i obowiązków nabył od Stoczniowca majątek sekcji wioślarskiej – w tym prawa do przystani. W trakcie przekształcenia doszło jedynie do zmiany barw klubowych wioseł.
W XXI wieku klub nie odnosi znaczących sukcesów sportowych. Wynika to z pogorszenia sytuacji finansowej oraz ze bardzo złego stanu sprzętu pływającego. Drakkar prowadzi obecnie szkolenie młodszych zawodników.

## Wyniki Sportowe
W latach 70. oraz 80. Stoczniowiec był jednym z czołowych klubów wioślarskich Polski. W tamtym okresie pięciu zawodników klubu wystąpiło na igrzyskach olimpijskich. Aż czterech z nich wystartowało na tych samych igrzyskach – w 1980 w Moskwie.
W latach 90. wioślarze Stoczniowca/ Drakkaru nadal odnosili pewne sukcesy w rywalizacji krajowej, powołań do kadry narodowej było jednak znacząco mniej. Wyjątek stanowili tu juniorzy A. Korol, M. Matczak i M. Lepek, którzy stanowili w 1992 roku trzon reprezentacyjnej czwórki podwójnej na mistrzostwach świata juniorów. Adam Korol – już po przejściu do AZS-AWFiS Gdańsk – został mistrzem olimpijskim i czterokrotnym mistrzem świata.
W XXI wieku zawodnicy Drakkaru odnosili jedynie pojedyncze sukcesy. W ostatnim okresie, największym osiągnięciem klubu były wyniki juniorów, mistrzów Polski, dwójki podwójnej M. Kulka – D. Gałęza, którzy w 2019 wygrali na międzynarodowych regatach Baltic Cup w Viljandi, a następnie w 2021 zdobyli brąz na Mistrzostwach Świata Juniorów i złoto na Mistrzostwach Europy Juniorów.
W ostatnich latach, według punktacji Polskiego Związku Towarzystw Wioślarskich, klub zajął następujące miejsca w klasyfikacji drużynowej:
- w roku 1997 – 8. miejsce na 35 sklasyfikowanych klubów[10],
- w roku 1998 – 14. miejsce na 35 sklasyfikowanych klubów[11],
- w roku 1999 – 16. miejsce na 32 sklasyfikowane kluby[12],
- w roku 2000 – 13. miejsce na 33 sklasyfikowane kluby[12],
- w roku 2001 – 15. miejsce na 33 sklasyfikowane kluby[12],
- w roku 2002 – 21. miejsce na 33 sklasyfikowane kluby[12],
- w roku 2003 – 26. miejsce na 34 sklasyfikowane kluby[12],
- w roku 2004 – 19. miejsce na 34 sklasyfikowane kluby[12],
- w roku 2005 – 26. miejsce na 36 sklasyfikowanych klubów[12],
- w roku 2006 – 29. miejsce na 34 sklasyfikowane kluby[12],
- w roku 2007 – 25. miejsce na 35 sklasyfikowanych klubów[12],
- w roku 2008 – 25. miejsce na 37 sklasyfikowanych klubów[12],
- w roku 2009 – 26. miejsce na 38 sklasyfikowanych klubów[12],
- w roku 2010 – 22. miejsce na 37 sklasyfikowanych klubów[12],
- w roku 2011 – 20. miejsce na 35 sklasyfikowanych klubów[12],
- w roku 2012 – 27. miejsce na 35 sklasyfikowanych klubów[12],
- w roku 2013 – 31. miejsce na 38 sklasyfikowanych klubów[12],
- w roku 2014 – 36. miejsce na 36 sklasyfikowanych klubów[13],
- w roku 2015 – 36. miejsce na 38 sklasyfikowanych klubów[14],
- w roku 2016 – 33. miejsce na 37 sklasyfikowanych klubów[15],
- w roku 2017 – 29. miejsce na 35 sklasyfikowanych klubów[16],
- w roku 2018 – 19. miejsce na 36 sklasyfikowanych klubów[17],
- w roku 2019 – 25. miejsce na 38 sklasyfikowanych klubów[18].

## Galeria

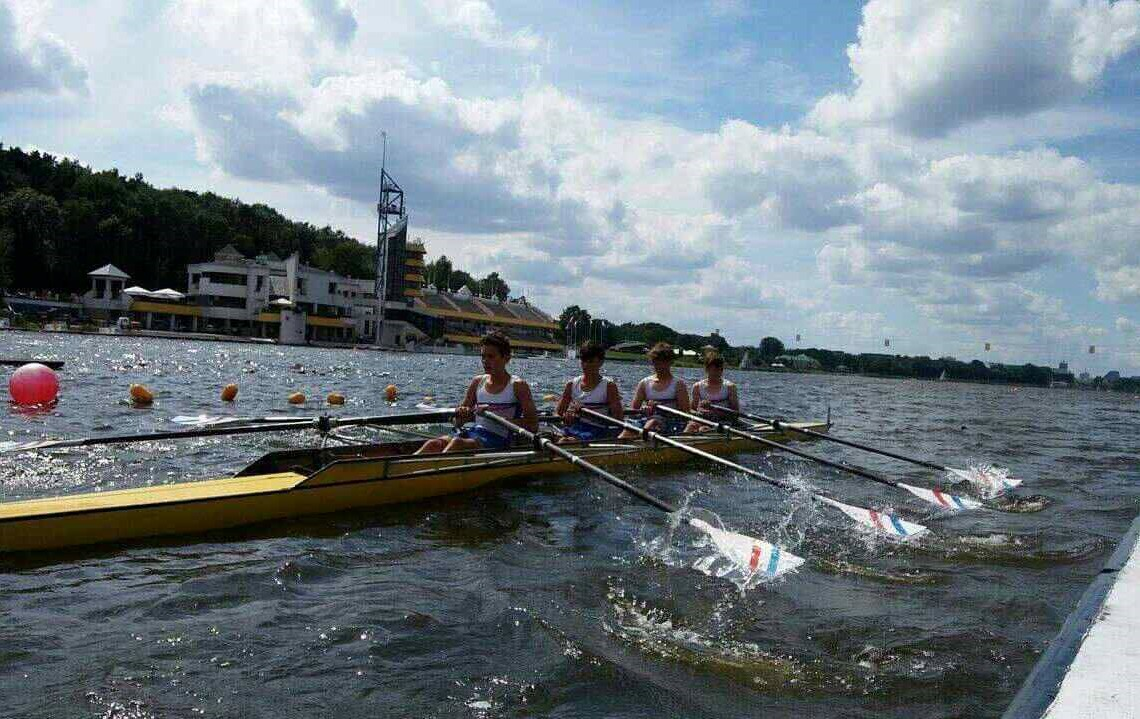
Czwórka Drakkaru - Mistrzostwa Polski Młodzików 2017
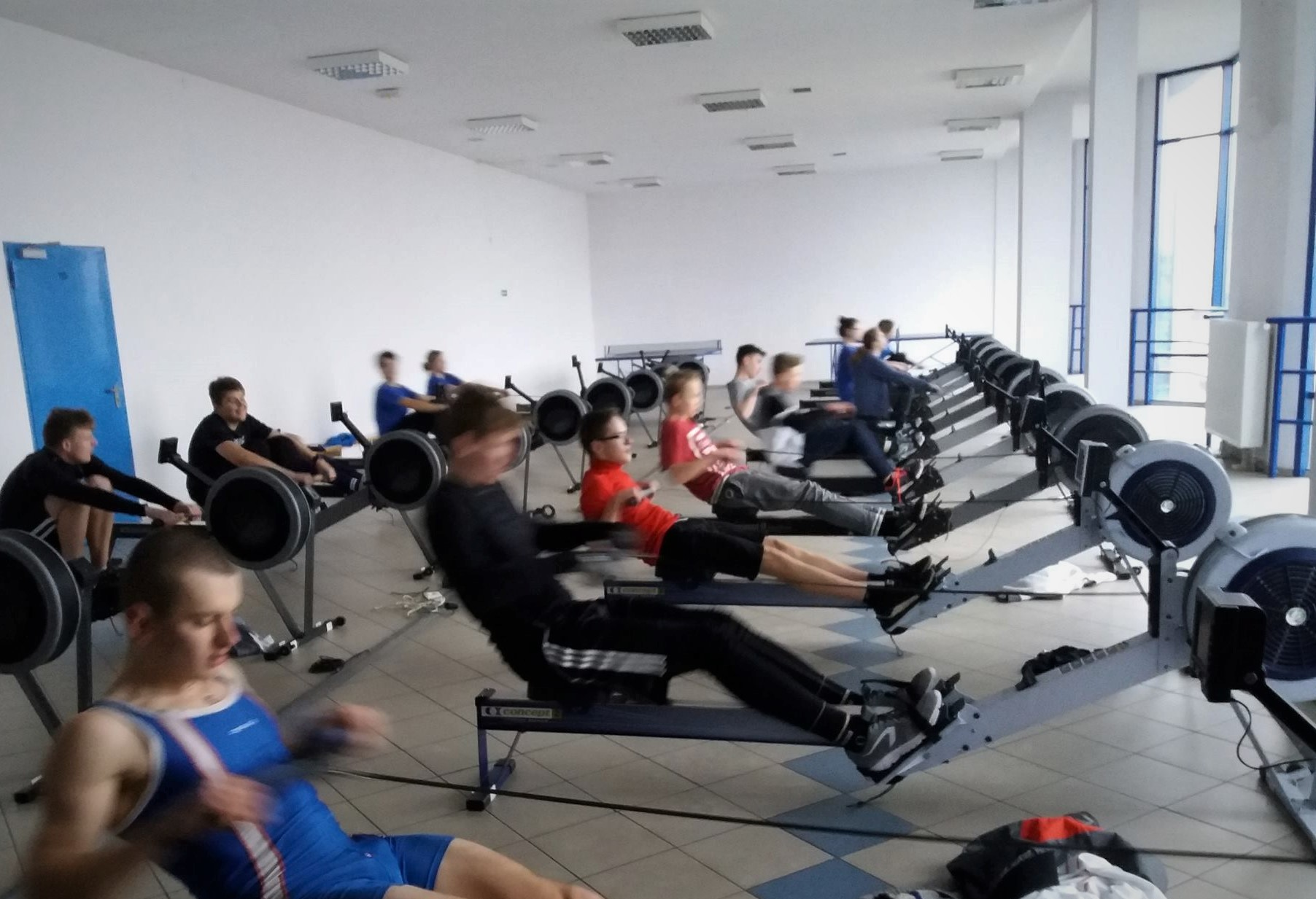
Trening na ergometrach na przystani klubu
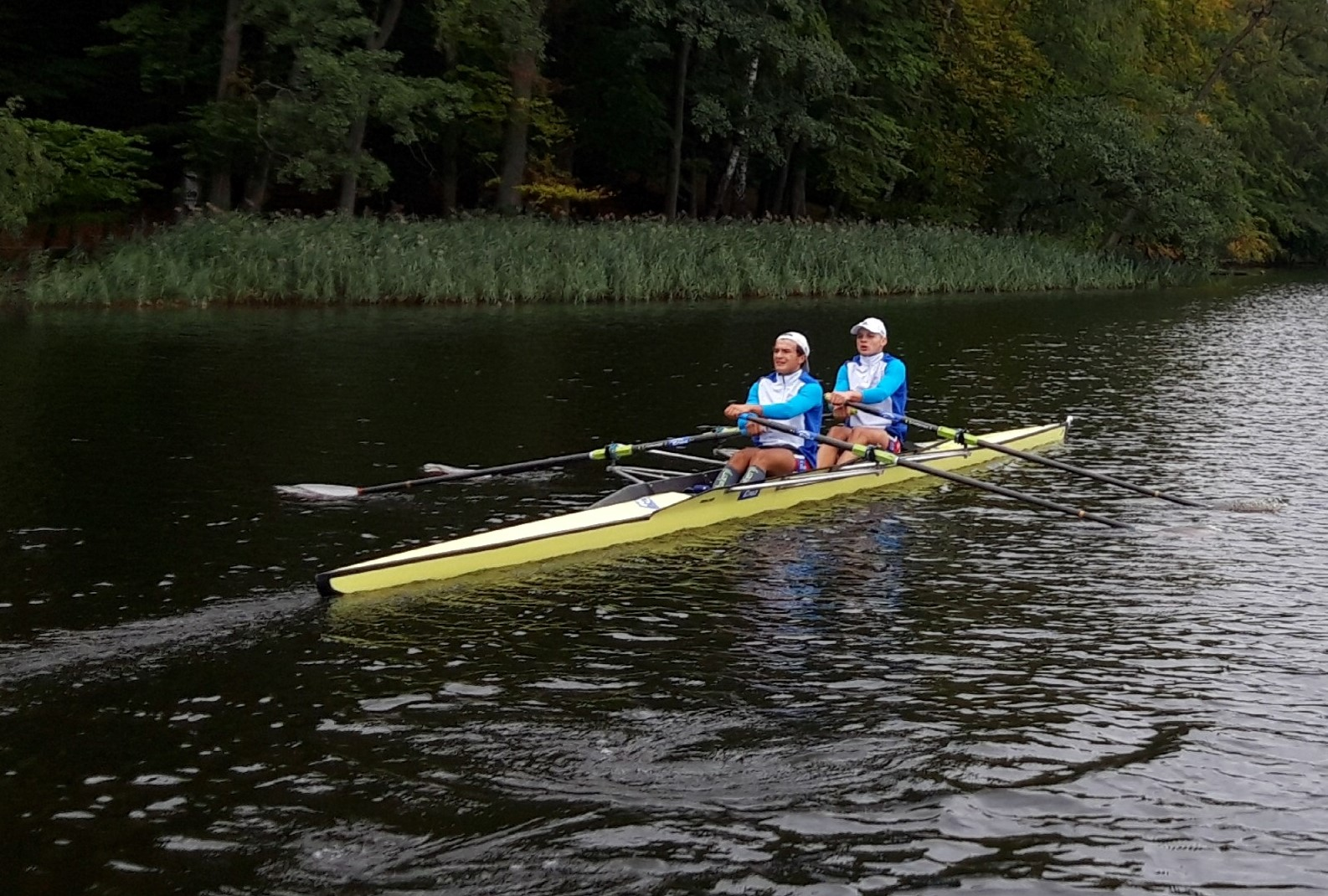
Dwójka podwójna M. Kulka, D. Gałęza
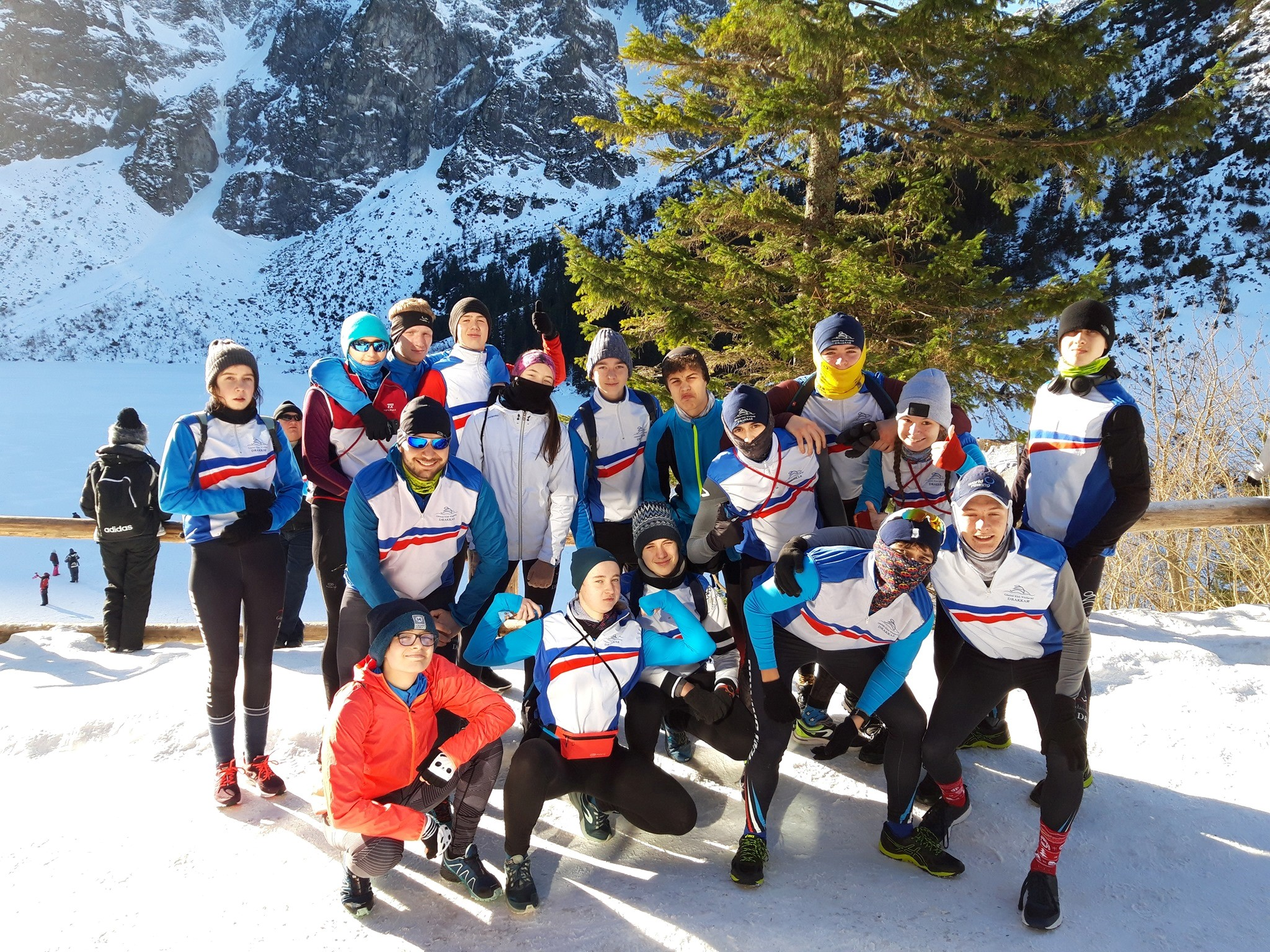
Grupowe zdjęcie na obozie w Tatrach 2020

## Najwybitniejsi zawodnicy

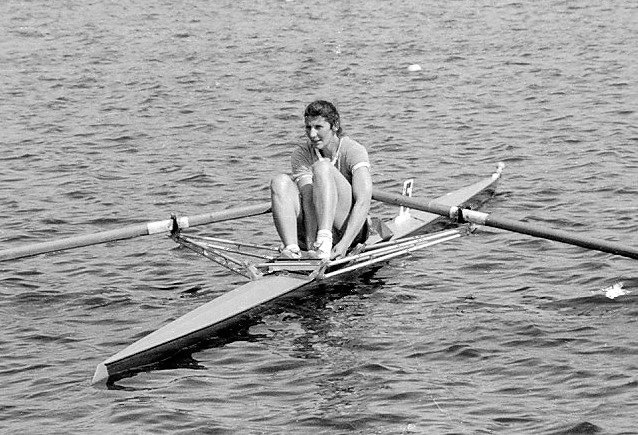
Beata Dziadura

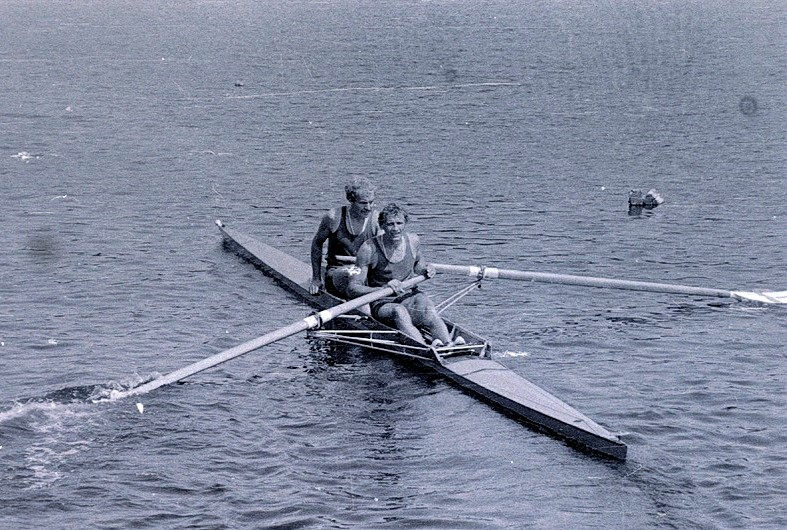
M. Jarzembowski i W. Beszterda

Najwybitniejszymi zawodnikami klubu w jego historii byli:
Mirosław Mruk – wychowanek Stoczniowca, olimpijczyk, medalista mistrzostw świata. W trakcie kariery zajął następujące miejsca:
- 1988 –  Igrzyska Olimpijskie, Seul – czwórka podwójna – VII miejsce,
- 1986 – Mistrzostwa Świata, Nottingham – czwórka podwójna –  srebrny medal,
- 1987 – Mistrzostwa Świata, Kopenhaga – czwórka podwójna – V miejsce.

Beata Dziadura – wychowanka KKS Gedanii Gdańsk, po przejściu do Stoczniowca olimpijka, a następnie trenerka w tym klubie. Osiągnęła następujące sukcesy:
- 1980 –  Igrzyska Olimpijskie, Moskwa – jedynka – VI miejsce,
- 1979 – Mistrzostwa Świata, Bled – dwójka podwójna – VI miejsce,
- 1985 – Mistrzostwa Świata, Hazewinkel – jedynka wagi lekkiej – VII miejsce,
- 20 tytułów Mistrzyni Polski seniorek.

Marek Niedziałkowski – uczestnik igrzysk olimpijskich i mistrzostw świata seniorów, po zakończeniu kariery zawodniczej – trener Stoczniowca. Jego osiągnięcia:
- 1980 –  Igrzyska Olimpijskie, Moskwa – czwórka bez sternika – VIII miejsce,
- 1975 – Mistrzostwa Świata, Lucerna – ósemka – IX miejsce.

Mirosław Jarzembowski – wychowanek BTW, w barwach Stoczniowca olimpijczyk. Jego osiągnięcia:
- 1980 –  Igrzyska Olimpijskie, Moskwa – czwórka bez sternika – VIII miejsce,
- 1979 – Mistrzostwa Świata, Bled – czwórka bez sternika – XII miejsce.

Władysław Beszterda – wychowanek klubu KKS Gedania Gdańsk, po przejściu do Stoczniowca olimpijczyk. Jego wyniki sportowe:
- 1980 –  Igrzyska Olimpijskie, Moskwa – ósemka – IX miejsce,
- 1975 – Mistrzostwa Świata, Lucerna – ósemka – IX miejsce,

Daniel Gałęza – wychowanek klubu, medalista mistrzostw Europy i świata juniorów. Jego osiągnięcia:
- 2021 – Mistrzostwa Świata Juniorów, Płowdiw – dwójka podwójna –  brązowy medal[24][9],
- 2021 – Mistrzostwa Europy Juniorów, Monachium – dwójka podwójna –  złoty medal[25],
- 2022 – Mistrzostwa Europy Juniorów, Varese – dwójka podwójna –  brązowy medal[26],

Mikołaj Kulka – wychowanek klubu, medalista mistrzostw Europy i świata juniorów. Sukcesy odnosił pływając z klubowym kolegą, Danielem Gałęzą:
- 2021 – Mistrzostwa Świata juniorów, Płowdiw – dwójka podwójna –  brązowy medal[24][9],
- 2021 – Mistrzostwa Europy Juniorów, Monachium – dwójka podwójna –  złoty medal[25],

Adam Korol – wychowanek klubu i w jego barwach reprezentant Polski w kategorii juniorów i młodzieżowców. Po przejściu w wieku lat 20 do AZS-AWFiS Gdańsk, pięciokrotny  olimpijczyk,  mistrz olimpijski z Pekinu w 2008, a także (m.in.): czterokrotny mistrz świata oraz mistrz Europy.
Maciej Łasicki – wychowanek klubu (trenował w nim przez pierwsze 3 lata sportowej kariery). Po przejściu do AZS-AWFiS Gdańsk,  brązowy medalista  igrzysk olimpijskich w 1992 w Barcelonie i trzykrotny medalista mistrzostw świata.
Joanna Gnieciak – wychowanka klubu, medalistka mistrzostw świata, wieloletnia reprezentnka kraju:
- 1987 – Mistrzostwa Świata Juniorów, Kolonia – jedynka  srebrny medal[29],
- 1991 – Młodzieżowe Mistrzostwa Świata (nazywane wówczas Meczem Seniorów B), Naro – jedynka  srebrny medal[30].